# Renato de Grandis
Renato de Grandis (Venise, 24 octobre 1927 – 2 décembre 2008) est un compositeur et musicologue italien, élève de Gian Francesco Malipiero. Il a fait partie des compositeurs italiens de la génération de Luigi Nono, Luciano Berio et Bruno Maderna.

## Biographie
Renato de Grandis commence sa formation à Venise, où il étudie le piano, la direction d'orchestre ainsi que la composition et la musicologie avec Malipiero. À dix-huit ans, il remporte le premier prix du concours de composition organisé par la Radio Italienne et en 1953, il reçoit le Prix national de musique d'Italie.
De 1959 à 1981, il est basé à Darmstadt et ensuite habite Bruxelles une dizaine d'années avant de retourner à Darmstadt.
Parmi ses œuvres les plus connues, figurent movimiento perpetuo, 12 sonates pour piano et préludes pour piano. Il a également composé un opéra Das wahrhaftige Ende Don Giovanni avec un livret basé sur le mythe de Don Juan.

## Discographie
- Movimento perpetuo ; Preludi per pianoforte - Antonio Tarallo, piano (février/juin 2013, 2CD Wergo WER 6787-2)